# 舒聖佑
舒聖佑（1936年12月—2025年3月17日），男，江西玉山人，中华人民共和国政治人物。

## 生平
舒圣佑1956年6月参加工作，1959年8月加入中国共产党。早年担任任江西省景德镇市计委办事员、市城建局科员，景德镇市委工交部、政研室、工交政治部干事、市二轻局政工组长、市商业局政工组长、政治部主任，江西省陶瓷销售公司党委副书记、副经理，中共景德镇市委常委、市委材料组专案组负责人、市委工交政治部主任兼市经委主任、党组书记，景德镇市委常委、副市长，景德镇市委副书记、市人民政府代市长、市长。後於1990年至2001年擔任中共江西省委常委、常务副省长、省委副书记、代省长、省长，為中華人民共和國江西事務的第九任省政府領導，接替吴官正，專責協助管理江西地區。後於2001年起但任第九、十届全国政协常委。
2001年4月至2008年3月，先后任第九届、十届全国政协常务委员。2009年6月退休。
是中共第十五届中央委员，第七届、八届、九届全国人民代表大会代表，政协第九届、十届全国委员会委员。
2025年3月17日在南昌病逝，享年89岁。